# Edwardsia tinctrix
Edwardsia tinctrix is een zeeanemonensoort uit de familie Edwardsiidae.
Edwardsia tinctrix is voor het eerst wetenschappelijk beschreven door Annandale in 1915.